# Ljusstrimmig långhornsharkrank
Ljusstrimmig långhornsharkrank (Tipula flavolineata) är en tvåvingeart som beskrevs av Johann Wilhelm Meigen 1804. Ljusstrimmig långhornsharkrank ingår i släktet Tipula och familjen storharkrankar. Enligt den svenska rödlistan är arten sårbar i Sverige. Arten förekommer i Götaland, Öland och Svealand. Arten har tidigare förekommit på Gotland och Nedre Norrland men är numera lokalt utdöd. Artens livsmiljö är skogslandskap, våtmarker. Inga underarter finns listade i Catalogue of Life.

## Bildgalleri

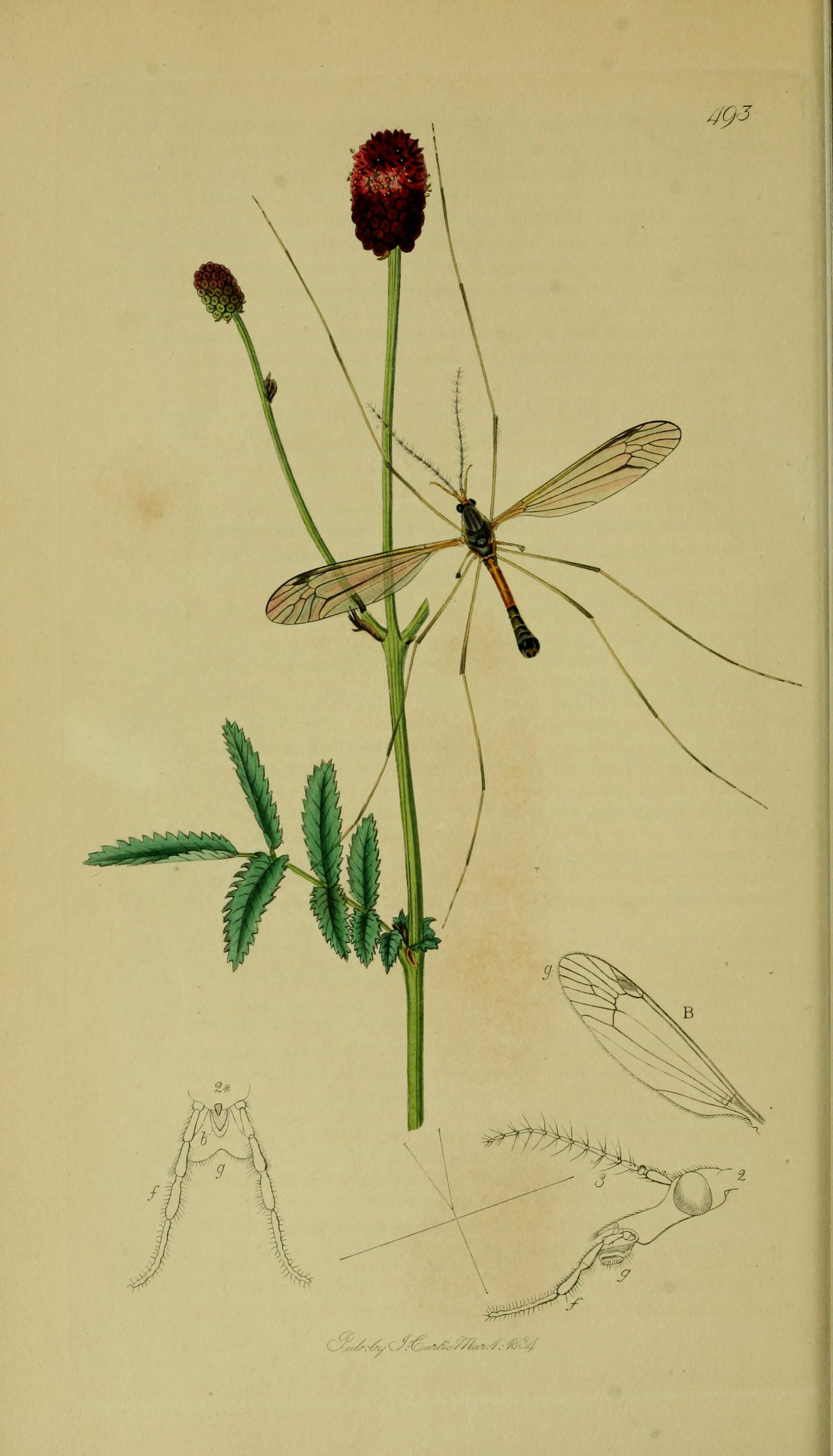
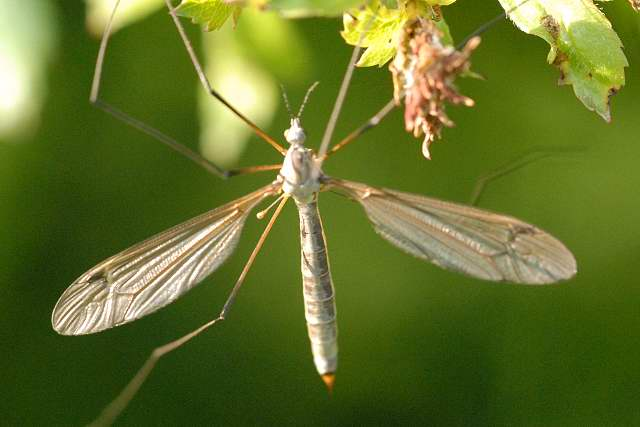
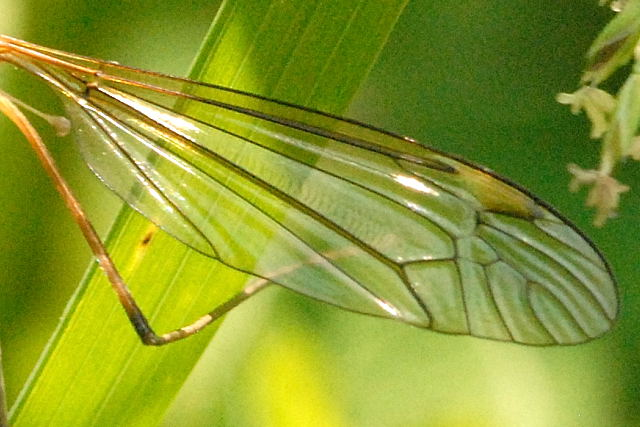